# 쓰시마역
쓰시마역(일본어: 津島駅)은 일본 아이치현 쓰시마시에 위치한 나고야 철도의 철도역이다. 메이테쓰 쓰시마선과 메이테쓰 비사이선 등 2개의 노선이 운행 중이다. 쓰시마선은 이 역이 종점이기도 하다. 역 번호는 TB 07이며, 섬식 승강장 1면 2선의 구조를 갖춘 고가역이다.

## 타는 곳
| 1 | ■ 비사이선 | 상행 | 사야 · 야토미 방면                                          |
| 1 | ■ 비사이선 | 하행 | 모리카미 · 하기와라 · 이치노미야 · 오쿠초 방면              |
| 2 | ■ 쓰시마선 | -    | 스카구치 · 나고야 · 히가시오카자키 · 니시오 · 오타가와 방면 |
| 2 | ■ 비사이선 | 하행 | 모리카미 · 하기와라 · 이치노미야 · 오쿠초 방면              |

## 이용 현황
| 연도 | 1일 평균 승차 인원 |
| ---- | ------------------ |
| 2005 | 6,635              |
| 2006 | 6,579              |
| 2007 | 6,609              |
| 2008 | 6,620              |
| 2009 | 6,460              |
| 2010 | 6,455              |
| 2011 | 6,419              |
| 2012 | 6,464              |
| 2013 | 6,711              |
| 2014 | 6,578              |
| 2015 | 6,806              |

## 역 주변
- 쓰시마 법무 종합 청사
- 쓰시마 시민 병원
- 쓰시마 신사

## 인접 역
| 나고야 철도 쓰시마선         | 나고야 철도 쓰시마선 | 나고야 철도 쓰시마선         |
| ---------------------------- | -------------------- | ---------------------------- |
| TB 06 후지나미 스카구치 방면 | ■ 쓰시마선           | 시·종착역                    |
| 나고야 철도 비사이선         |                      |                              |
| TB 08 히비노 야토미 방면     | ■ 비사이선           | 마치카타 BS 01 다마노이 방면 |